# اوهرده
اوهرده (به آلمانی: Uehrde) یک شهر در آلمان است که در Wolfenbüttel واقع شده‌است. اوهرده ۱٬۰۴۴ نفر جمعیت دارد.